# جيمس ويلسون (سياسي بريطاني)
جيمس ويلسون (بالإنجليزية: James Wilson)‏ هو سياسي بريطاني (وحمل سابقاً جنسية المملكة المتحدة لبريطانيا العظمى وأيرلندا)، ولد في 24 أغسطس 1879، وتوفي في 15 أغسطس 1943. حزبياً، نشط في حزب العمال. في الانتخابات الفرعية في مجلس العموم البريطاني ‏، انتخب عضو برلمان المملكة المتحدة الـ31 عن دائرة Dudley ‏ (3 مارس 1921 – 26 أكتوبر 1922) وفي الانتخابات العامة في المملكة المتحدة 1929 ‏، انتخب عضو برلمان المملكة المتحدة الـ35 عن دائرة Oldham (UK Parliament constituency) ‏ (30 مايو 1929 – 7 أكتوبر 1931).